# Біогаз
Біога́з (також каналізаційний газ, звалищний газ) — різновид біопалива — газ, який утворюється при мікробіологічному розкладанні метановим бродінням біомаси чи біовідходів (розкладання біомаси відбувається під впливом трьох видів бактерій), твердих і рідких органічних відходів: на звалищах, болотах, каналізації, вигрібних ямах тощо. Добувають з відходів тваринництва, харчової промисловості, стічних вод та твердих побутових відходів (відсортованих, без неорганічних домішок, та домішок неприродного походження). Тобто застосовувати можна будь-які місцеві природні ресурси.

## Загальний опис
Склад газу нестабільний і залежить від багатьох факторів: курячий послід, коров'ячий та свинячий гній мають в своєму складі бактерій здатних підтримувати метанове бродіння, але залишковий матеріал не сприяє особливо високому вмісту метану. Більший вміст метану може дати введення в розкладувану суміш відходів боєнь, особливо якщо вони містять жир. Послід та гній може бути лише джерелом бактерій, основним матеріалом можуть бути відходи деревообробної промисловості чи опале листя, але вони бідні на зв'язаний азот необхідний для розвитку бактерій (може бути внесений із сечею).
Склад біогазу: 55-75 % метану, 25-45 % СО2, незначні домішки водню (Н2) і сірководню (Н2S), азоту, ароматичних вуглеводнів, галогено-ароматичних вуглеводнів. Відпрацьована маса може бути використана як органічне добриво (при зв'язуванні сірки у відпрацьованій масі покращується якість добрив та зменшується корозійна здатність продуктів горіння газу через зменшення в їх складі кількості SO2).
Отриманий в результаті метанового бродіння біогаз, як правило, поступається за теплотворними властивостями природному газу. Проте після відповідної технологічної сепарації (поглинання і використання на інші технологічні потреби наявного вуглекислого газу) перевершує природний газ за теплотворністю

## Утворення біогазу
Сам процес утворення газу — це так зване метанове бродіння. Його суть полягає в анаеробному бродінні (без доступу повітря), яке відбувається внаслідок життєдіяльності мікроорганізмів і супроводиться рядом біохімічних реакцій. Власне сам процес утворення газу (біогазу) складається з двох етапів: перший — розщеплення мікроорганізмами біополімерів до мономерів, другий — переробка мономерних біомолекул мікроорганізмами.
Перша стадія досить енергетично невигідний процес, в її результаті вивільняється замало вільної енергії, необхідної для живлення мікроорганізмів, тому для успішного проходження даного етапу потрібно підтримувати умови для успішного розвитку мікрофлори.
Другий етап — процес окиснення утворених мономерних молекул, звичайний природний окисно-відновний процес. Але за умов відсутності стандартного окисника даного процесу (кисню повітря) відбувається диспропорціонування за ступенями окиснення присутніх в молекулах атомів (сірка, азот і карбон). В результаті чого ми отримуємо бажаний метан (CH4), та гази-домішки, які вважаються не корисними, і навіть шкідливими: CO2, NH3, H2S. У промисловому виробництві три вказані домішкові гази (домішка амоніаку не може бути високою оскільки він зв'язується в солі двома іншими домішковими газами) відділяють або мембранним способом (видалення азоту і CO2), або пропускаючи сирий біогаз під тиском через воду, яка розчиняє CO2 та H2S. В домашніх умовах для поглинання CO2 можна використати розчин кальцинованої соди або водяну суспензію крейди (дешевше). В першому випадку з розчину може випадати осад менш розчинної питної соди (бікарбонат) в другому крейда частково розчинятиметься з утворенням бікарбонату кальцію. В обох випадках осад (розчин) регенерується прогріванням («кальцинуванням» осаду соди або кип'ятінням розчину), але в другому випадку крейда може утворюватись у вигляді щільного шару (накипу) який важче використати повторно . Необхідність регенерації поглинача CO2 можна визначити по втраті ефективності поглинання: зниження теплотворної здатності газу або утворення осаду при пропусканні через вапняну воду (утворений осад розчиняється в надлишку CO2, крім того цим методом можна виявити досить незначні домішки CO2, тобто для використання потребує певного досвіду). Сірководень логічніше зв'язувати в самій реакційній масі, оскільки це покращує її як добриво, додаванням гідратованого окису заліза (іржі) або просто дрібної залізної стружки. Видалення CO2 також можливо з використанням полімерних мембран.
Сірководень виявляється пропусканням газу через розчин сульфату міді (мідного купоросу): при його наявності в газі випадає чорний осад CuS.
Для «запуску» біореактор має бути доведений до робочої температури, тому для роботи при холодному кліматі повинен передбачати початковий підігрів і теплоізоляцію (для бактерій з пташиного посліду звична вища температура, оскільки у птахів нормальна температура тіла вища за 40 °C).
Якщо в біореакторі при завантаженні залишається значний об'єм заповнений повітрям, вихідна суміш на початку роботи може бути вибухонебезпечною. Для запобігання поширенню детонації по трубі в ферментатор (біореактор) крім гідрозатвору, який може поєднувати функцію вловлювача CO2, ближче до виходу в трубі можна розмістити жмут тонкого мідного дроту. Принцип гасіння детонаційної хвилі на мідному дроті полягає в поглинанні та розсіянні теплової енергії. Ця ідея була використана в розроблених Майклом Фарадеєм для копалень світильників, у яких повітря надходило через мідну сітку (в сучасних гасових лампах ця властивість не є такою критичною, тому сітка частіше залізна). Для виявлення в газі кисню можна використати кольорові реакції з NO або сполуками одновалентної міді.
Біогаз, одержуваний з відходів життєдіяльності тварин і птахів, може замінити в Україні 6 млрд м³ природного газу, однак для його одержання необхідні значні інвестиції, строк окупності яких становить 4–5 років. Китай проєктує через кілька років довести виробництво біогазу до 100—120 млрд м³. Щорічні потреби споживання в Україні становлять 10 млрд м³ природного газу (2013 рік).

## Звалищний газ
Одним з перспективних джерел енергії є звалищний газ, що утворюється в результаті розкладання органічної частини твердих побутових відходів в анаеробних умовах, що виникають невдовзі після їхнього санітарного поховання. Тільки в містах утворюється 400—450 млн т твердих побутових відходів на рік. Вихід газу з теплотою згоряння 17-20 МДж/м³ становить 100 м³/т твердих побутових відходів протягом 20 років зі швидкістю 5 м³/т на рік. Потенціал звалищного газу в країнах Європейського Союзу наближається до 9 млрд м³/рік, у США — 13 млрд м³/рік, в Україні — близько 1 млрд м³ на рік. Зі звалищ може бути добутий за допомогою свердловини і вакуум-насосів.
У 2010-му році у відділі газових технологій Інституту газу НАН України був розроблений проект системи збору та утилізації біогазу на звалищах і у 2012 році була введена в дію перша в Україні біогазова електростанція потужністю 1 МВт на 5-му полігоні твердих побутових відходів, поблизу с. Підгірці (Київська область). В тілі полігону було пробурено ряд свердловин, з яких біогаз, за рахунок вакуумного компресора, відкачується з тіла полігону, проходить підготовку і подається у п'ять біогазових поршневих двигунів, які приводять в рух електрогенератори. Далі електрична енергія подається в енергосистему України по зеленому тарифу.
В 2015 році потужність біогазової електростанції на 5-му полігоні твердих побутових відходів була збільшена до 2 МВт.

## Застосування біогазу

### Історія застосування біогазу
Люди навчилися використовувати біогаз давно. У ІІ столітті н. е. на території сучасної Німеччини існували примітивні біогазові установки. Алеманам, що населяли заболочені землі басейну Ельби, ввижалися дракони в корчах на болоті. Вони вважали, що горючий газ, який скупчується в ямах на болотах — це смердюче дихання дракона. Щоб задобрити дракона в болото кидали жертвопринесення і залишки їжі. Люди вірили, що дракон приходить уночі та його подих залишається в ямах. Алемани шили зі шкіри тенти, накривали ними болото, відводили газ по шкіряних трубках до свого житла і спалювали його для приготування їжі.
У XVII столітті Ян Баптист ван Гельмонт виявив, що розкладаючись, біомаса виділяє займисті гази. Алесандро Вольта у 1776 р. прийшов до висновку про існування залежності між кількістю біомаси, котра розкладається, і кількістю газу, який виділяється. У 1808 р. Гемфрі Деві виявив метан у біогазі.
Перша задокументована біогазова установка була побудована в Бомбеї, Індія 1859 року. У 1895 році біогаз застосовувався у Великій Британії для вуличного освітлення. У 1930 р. були виявлені бактерії, що беруть участь у процесі вироблення біогазу.

### Сучасність
У багатьох країнах Європейського Союзу й світу біогаз є суттєвою складовою їх енергобалансу. У Західній Європі близько половини птахоферм опалюються біогазом. Volvo і Scania виробляють автобуси з двигунами, що працюють на біогазі. У Китаї наприкінці 2006 р. діяло близько 18 млн біогазових установок, що дозволяє замінити 10,9 млн тонн умовного палива. Україна, маючи потужний агропромисловий сектор, що продукує значні обсяги органічних відходів, має значний енергетичний ресурс для вироблення біогазу.
Можна відзначити такі напрями використання біогазу: спалювання в котельних агрегатах для нагрівання води та подачі її спожи-вачам; підготовка біогазу й подача його в газорозподільні мережі місцевих споживачів природного газу (змішання з природним газом); очищення, осушення, стиснення і заправка біогазом газобалонних автомобілів, тракторів та інших сільгоспмашин; вироблення електроенергії тощо. Теплотворна здатність біогазу, що містить 70 % метану, становить 25100 кДж/м³, або 5990 ккал/м³.
Розвиток біогазових технологій в Україні дозволяє замістити від 2,6 до 8 млрд м3/рік природного газу.

## Екологія
Виробництво біогазу дозволяє скоротити кількість викидів метану в атмосферу. Метан вносить серйозні корективи до стану атмосфери Землі. Формується так звана «лінза» зі всіляких газів і особливо з'єднань вуглецю, яка перешкоджає виходу тепла в космічний простір. Таким чином, тепло концентрується в самій атмосфері, і на планеті стає все спекотніше і спекотніше. В цьому процесі метан має в 21 раз сильніший негативний вплив, ніж діоксид вуглецю. Таким чином виробництво біогазу і подальше його використання для виробництва тепла і електроенергії є найефективнішим засобом боротьби з глобальним потеплінням. Біомаса, яка залишається після переробки відходів може використовуватись в сільському господарстві як добриво. Причому такі добрива значно краще і ефективніше впливають на ґрунт, на розвиток рослин та на ґрунтові води, на відміну від штучних добрив.